# UFC 312
UFC 312: Du Plessis vs. Strickland 2 — турнир по смешанным единоборствам, организованный Ultimate Fighting Championship, который был проведён 9 февраля 2025 года на спортивной арене «Qudos Bank Arena» (известна также как «Sydney SuperDome») в городе Сидней, Австралия.

## Подготовка турнира
Этот турнир станет девятнадцатым мероприятием организации в Австралии и седьмым непосредственно в Сиднее, где в предыдущий раз в сентябре 2023 года был проведён турнир UFC 293.

### Главные события
В качестве главного события запланирован бой-реванш за титул чемпиона UFC в среднем весе, в котором должны встретиться действующий чемпион южноафриканец Дрикус дю Плесси (также бывший чемпион KSW) и претендент бывший чемпион UFC в среднем весе американец Шон Стрикленд (#1 в рейтинге). Ранее бойцы уже встречались на турнире UFC 297, когда раздельным решением судей победил Дю Плесси и забрал титул чемпиона у Стрикленда. Для Дю Плесси этот бой станет второй защитой титула.
| Заглавное событие — Средний вес — Бой за титул чемпиона | Заглавное событие — Средний вес — Бой за титул чемпиона | Заглавное событие — Средний вес — Бой за титул чемпиона |
| --- | --- | ------------------------------------------------------- |
| Дрикус Дю Плесси | | Шон Стрикленд                                           |
| DRICUS DU PLESSIS «Stillknocks» (Стиллнокс) 31 год (14.01.1994) Рост 185 см, размах рук 193 см, вес 83,9 кг Гражданство: Происхождение: (Африканеры) Место рождения: Велком, Фри-Стейт, ЮАР Представляет: Претория, Гаутенг, ЮАР «Team CIT MMA» Дебют в UFC — 10.10.2020 (с рекордом 14-2) Бонусы «Fight of the Night» (2) / «Perfomance of the Night» (2) Действующий чемпион UFC в среднем весе (01.2024-н.в., защиты 1/1) Чемпион KSW в полусреднем весе (2018, защиты 0/1) Чемпион Extreme FC в среднем весе (2017, защиты 1/1) Чемпион Extereme FC в полусреднем весе (2016) | SEAN THOMAS STRICKLAND «Tarzan» (Тарзан) 33 года (27.02.1991) Рост 185 см, размах рук 193 см, вес 83,9 кг Гражданство: Происхождение: Место рождения: Анахайм, Калифорния, США Представляет: Корона, Калифорния, США «Millenia MMA Gym» / «Xtreme Couture» Дебют в UFC -— 15.03.2014 (с рекордом 13-0) Бонусы «Fight of the Night» (1) / «Perfomance of the Night» (3) Претендент на титул чемпиона UFC в среднем весе Чемпион UFC в среднем весе (09.2023-01.2024, защиты 0/1) Чемпион King of the Cage в среднем весе (2012-2013, защиты 4/4) |                                                         |
| Последние бои: 17.08.2024, Исраэль Адесанья (#2), SUB4 20.01.2024, Шон Стрикленд (ч), SDEC 08.07.2023, Роберт Уиттакер (#1), TKO2 04.03.2023, Дерек Брансон (#5), TKO2 10.12.2022, Даррен Тилл (#10), SUB3 | Последние бои: UDEC, Паулу Коста (#7), 01.06.2024 SDEC, Дрикус дю Плесси (#2), 20.01.2024 UDEC, Исраэль Адесанья (ч), 10.09.2023 TKO2, Абусупьян Магомедов, 01.07.2023 UDEC, Нассурдин Имавов (#12), 14.01.2023 |                                                         |

В качестве соглавного события запланирован бой за титул чемпионки UFC в женском минимальном весе, в котором должны встретиться действующая двукратная чемпионка китаянка Чжан Вэйли и претендент американка мексиканского происхождения Татьяна Суарес (#1 в рейтинге). Для Чжан этот поединок станет третей защитой пояса после того, как в ноябре 2022 года на турнире UFC 281 после досрочной победы над Карлой Эспарсой она вернула себе титул чемпионки UFC в женском минимальном весе и стала двукратной обладательницей титула. С учётом первого чемпионства в общей сложности это восьмой титульный бой Чжан под эгидой UFC.
| Соглавное событие — Женский минимальный вес — Бой за титул чемпионки | Соглавное событие — Женский минимальный вес — Бой за титул чемпионки | Соглавное событие — Женский минимальный вес — Бой за титул чемпионки |
| --- | --- | -------------------------------------------------------------------- |
| Чжан Вэйли | | Татьяна Суарес                                                       |
| 张伟丽 / WEILI ZHANG «Magnum» (Магнум) 35 лет (13.08.1989) Рост 163 см, размах рук 160 см, вес 52,2 кг Гражданство: Происхождение: Место рождения: Ханьдань, Хэбэй, Китай Представляет: Пекин, Китай «Black Tiger Fight Club» Дебют в UFC — 04.08.2018 (с рекордом 16-1) Бонусы «Fight of the Night» (1) / «Perfomance of the Night» (4) Действующая двукратная чемпионка UFC в минимальном весе (11.2022-н.в., защиты 2/2) Чемпионка UFC в минимальном весе (08.2019-04.2021, защиты 1/2) Чемпионка Kunlun Fight в минимальном и наилегчайшем весах (2016-2017, защиты 4/4) | TATIANA YADIRA SUAREZ PADILLA нет прозвища 34 года (19.12.1990) Рост 165 см, размах рук 168 см, вес 52,4 кг Гражданство: Происхождение: Место рождения: Ковина, Калифорния, США Представляет: Ранчо-Кукамонга, Калифорния, США «Millenia MMA Gym» Дебют в UFC — 08.07.2016 (с рекордом 3-0) Бонусы «Perfomance of the Night» (3) Претендент на титул чемпионки UFC в минимальном весе Победительница The Ultimate Fighters 23 (2016) Чемпионка Gladiator Challenge в наилегчайшем весе (2014) |                                                                      |
| Последние бои: 14.04.2024, Янь Сяонань (#1), UDEC 19.08.2023, Аманда Лемус (#5), UDEC 13.11.2022, Карла Эспарса (ч), SUB2 11.06.2022, Йоанна Енджейчик, KO2 06.11.2021, Роуз Намаюнас (ч), SDEC | Последние бои: SUB2, Жессика Андради, 05.08.2023 SUB2, Монтана де ла Роса, 25.02.2023 UDEC, Нина Ансарофф, 08.06.2019 TKO3, Карла Эспарса, 08.09.2018 SUB1, Алекса Грассо, 19.05.2018 |                                                                      |

### Изменения карда турнира
Некоторое время после анонса турнира ожидалось, что на нём будет проведён бой в полусреднем весе между бывшим чемпионом UFC  в полусреднем весе Камару Усманом (#4 в рейтинге) и местным проспектом Джеком Делла Маддаленой (#3 в рейтинге). Однако условия поединка не были согласованы сторонами и бой так и не был официально анонсирован организаторами как потенциально запланированный.
Также при подготовке турнира были запланированы, но впоследствии отменены следующие поединки:
- Бой в полутяжёлом весе, в котором должны были встретиться автстралиец Джимми Крут и поляк Марчин Прахнё.[5] Прахнё снялся с боя по неизвестной причине и его заменил недавно дебютировавший в организации бывший чемпион LFA в полутяжёлом весе бразилец Родолфу Беллату.[6]
- Бой в наилегчайшем весе, в котором должны были встретиться победитель 2-го сезона азиатского шоу Road to UFC непобеждённый японский боец Рей Цуруя и местный боец Стюарт Николл.[5] Однако Николл был вынужден сняться с турнира из-за травмы и бой был отменён.[7]
- Бой в легчайшем весе, в котором должны были встретиться австралиец Коди Хаддон и дебютирующий в организации Александр Топурия (родной старший брат действующего чемпиона UFC в полулёгком весе Илии Топурии).[8] 29 января стало известно, что Хаддон получил травму ноги и вынужден сняться с турнира. Его заменил ещё один дебютант австралиец Колби Тикнесс.[9]

Непосредственно за несколько минут до начала церемонии взвешивания стало известно, что бой в полусреднем весе, в котором должны были встретиться Пак Хён-сон и Нямжаргал Тумэндэнбэрэл  не состоится. Тумэндэмбэрэл снялся с боя из-за проблем, вызванных неудачной сгонкой веса. Ни он, ни его соперник на церемонию взвешивания в итоге не выходили.

### Анонсированные бои
| Бой | Весовая категория     | Участники боёв и их статистика перед боем (рекорд ММА / рекорд UFC / серия) | Участники боёв и их статистика перед боем (рекорд ММА / рекорд UFC / серия) | Участники боёв и их статистика перед боем (рекорд ММА / рекорд UFC / серия) | Участники боёв и их статистика перед боем (рекорд ММА / рекорд UFC / серия) | Участники боёв и их статистика перед боем (рекорд ММА / рекорд UFC / серия) | Участники боёв и их статистика перед боем (рекорд ММА / рекорд UFC / серия) | Участники боёв и их статистика перед боем (рекорд ММА / рекорд UFC / серия) | Участники боёв и их статистика перед боем (рекорд ММА / рекорд UFC / серия) | Участники боёв и их статистика перед боем (рекорд ММА / рекорд UFC / серия) | Участники боёв и их статистика перед боем (рекорд ММА / рекорд UFC / серия) | Участники боёв и их статистика перед боем (рекорд ММА / рекорд UFC / серия) | Участники боёв и их статистика перед боем (рекорд ММА / рекорд UFC / серия) |
| |                       | Главный кард (Main Card, PPV)                                               |                                                                             |                                                                             |                                                                             |                                                                             |                                                                             |                                                                             |                                                                             |                                                                             |                                                                             |                                                                             |                                                                             |
| 1 | Средний вес           | Дрикус дю Плесси Dricus "Stillknocks" Du Plessis                            | Ч                                                                           | 22-2                                                                        | 8-0                                                                         | +10                                                                         | vs.                                                                         | Шон Стрикленд Sean "Tarzan" Strickland                                      | #1 exЧ                                                                      | 29-6                                                                        | 16-6                                                                        | +1                                                                          | [ 11 ]                                                                      |
| 2 | Жен. минимальный вес  | Чжан Вэйли "Magnum" Zhang Weili                                             | Ч                                                                           | 25-3                                                                        | 9-2                                                                         | +4                                                                          | vs.                                                                         | Татьяна Суарес Tatiana Suarez                                               | #1 TUFW                                                                     | 10-0                                                                        | 7-0                                                                         | +10                                                                         | [ 12 ]                                                                      |
| 3 | Тяжёлый вес           | Джастин Тафа Justin "Bad Man" Tafa                                          |                                                                             | 7-4 (1)                                                                     | 4-4 (1)                                                                     | -1                                                                          | vs.                                                                         | Талиссон Тейшейра Talisson "Xicão" Teixeira                                 | д CS                                                                        | 7-0                                                                         | -                                                                           | +7                                                                          | [ 13 ]                                                                      |
| 4 | Полутяжёлый вес       | Джимми Крут "The Brute" Jimmy Crute                                         | exT(12), CS                                                                 | 12-4-1                                                                      | 4-4-1                                                                       | -1                                                                          | vs.                                                                         | Родолфу Беллату▲ Rodolfo "Trator" Bellato                                   | CS                                                                          | 12-2                                                                        | 1-0                                                                         | +4                                                                          | [ 14 ]                                                                      |
| 5 | Полусредний вес       | Джейк Мэттьюз Jake "The Celtic Kid" Matthews                                | TUF                                                                         | 20-7                                                                        | 13-7                                                                        | +1                                                                          | vs.                                                                         | Франциско Прадо Francisco Prado                                             |                                                                             | 12-2                                                                        | 1-2                                                                         | -1                                                                          | [ 15 ]                                                                      |
| |                       | Предварительный кард (Prelims, ESPNes/Disney+/ESPN+)                        |                                                                             |                                                                             |                                                                             |                                                                             |                                                                             |                                                                             |                                                                             |                                                                             |                                                                             |                                                                             |                                                                             |
| 6 | Полулёгкий вес        | Джек Дженкинс "Phar" Jack Jenkins                                           | CS                                                                          | 13-3                                                                        | 3-1                                                                         | +1                                                                          | vs.                                                                         | Габриэл Сантус Gabriel "Mosquitinho" Santos                                 |                                                                             | 11-2                                                                        | 1-2                                                                         | +1                                                                          | [ 16 ]                                                                      |
| 7 | Лёгкий вес            | Том Нолан Tom "Big Train" Nolan                                             | CS                                                                          | 8-1                                                                         | 2-1                                                                         | +2                                                                          | vs.                                                                         | Вячеслав Борщёв Viacheslav "Slava Claus" Borshchev                          | CS                                                                          | 8-4-1                                                                       | 3-3-1                                                                       | +1                                                                          | [ 17 ]                                                                      |
| 8 | Жен. наилегчайший вес | Ван Цун "The Joker" Wang Cong                                               | R2U                                                                         | 6-1                                                                         | 1-1                                                                         | -1                                                                          | vs.                                                                         | Бруна Бразил Bruna "The Special One" Brasil                                 |                                                                             | 10-4-1                                                                      | 2-2                                                                         | +1                                                                          | [ 18 ]                                                                      |
| 9 | Легчайший вес         | Колби Тикнесс▲ Colby "Slickness" Thicknesse                                 | д                                                                           | 7-0                                                                         | -                                                                           | +7                                                                          | vs.                                                                         | Александр Топурия Aleksandre "El Cazador" Topuria                           | д                                                                           | 5-1                                                                         | -                                                                           | +3                                                                          | [ 19 ]                                                                      |
| |                       | Ранний предварительный кард (Erley Prelims, Disney+/ESPN+)                  |                                                                             |                                                                             |                                                                             |                                                                             |                                                                             |                                                                             |                                                                             |                                                                             |                                                                             |                                                                             |                                                                             |
| 10 | Лёгкий вес            | Жун Чжу Rongzhu                                                             | R2U                                                                         | 25-6                                                                        | 1-3                                                                         | -1                                                                          | vs.                                                                         | Коди Стил Kody Steele                                                       | д CS                                                                        | 7-0                                                                         | -                                                                           | +7                                                                          | [ 20 ]                                                                      |
| 11 | Полусредний вес       | Джонатан Микаллеф Jonathan "The Captain" Micallef                           | д CS                                                                        | 7-1                                                                         | -                                                                           | +2                                                                          | vs.                                                                         | Кевин Жуссе Kevin "Air" Jousset                                             |                                                                             | 10-3                                                                        | 2-1                                                                         | -1                                                                          | [ 21 ]                                                                      |
| 12 | Лёгкий вес            | Куиллан Солкиллд Quillan Salkilld                                           | д CS                                                                        | 7-1                                                                         | -                                                                           | +7                                                                          | vs.                                                                         | Аншул Джубли Anshul "King of Lions" Jubli                                   | R2U                                                                         | 7-1                                                                         | 1-1                                                                         | -1                                                                          | [ 22 ]                                                                      |
| |                       | Отменённые бои                                                              |                                                                             |                                                                             |                                                                             |                                                                             |                                                                             |                                                                             |                                                                             |                                                                             |                                                                             |                                                                             |                                                                             |
| | Полусредний вес       | Джек Делла Маддалена (Jack Della Maddalena)                                 | #3                                                                          | 17-2                                                                        | 7-0                                                                         | +17                                                                         | vs.                                                                         | Камару Усман (Kamaru Usman)                                                 | #4                                                                          | 20-4                                                                        | 15-3                                                                        | -3                                                                          | [ 23 ]                                                                      |
| | Полутяжёлый вес       | Джимми Крут (Jimmy Crute)                                                   |                                                                             | 12-4-1                                                                      | 4-4-1                                                                       | -1                                                                          | vs.                                                                         | Марчин Прахнё (Marcin Prachnio)▼                                            |                                                                             | 17-8                                                                        | 4-6                                                                         | -1                                                                          | [ 24 ]                                                                      |
| | Наилегчайший вес      | Рей Цуруя (ei Tsuruyaa                                                      |                                                                             | 10-0                                                                        | 1-0                                                                         | +10                                                                         | vs.                                                                         | Стюарт Николл (Stewart Nicoll)▼                                             |                                                                             | 8-1                                                                         | 0-1                                                                         | -1                                                                          | [ 25 ]                                                                      |
| | Легчайший вес         | Коди Хаддон (Cody Haddon)▼                                                  |                                                                             | 8-1                                                                         | 1-0                                                                         | +6                                                                          | vs.                                                                         | Александр Топурия (Aleksandre Topuria)                                      | д                                                                           | 5-1                                                                         | -                                                                           | +3                                                                          | [ 26 ]                                                                      |
| | Полусредний вес       | Пак Хён-сон (Hyun Sung Park)                                                |                                                                             | 9-0                                                                         | 2-0                                                                         | +9                                                                          | vs.                                                                         | Нямжаргал Тумэндэмбэрэл (Nyamjargal Tumendemberel)▼                         |                                                                             | 8-1                                                                         | 0-1                                                                         | -1                                                                          | [ 27 ]                                                                      |
| Условные обозначения: #5 (1) — текущее (лучшее) место бойца в рейтинге, exЧ(В) — бывший чемпион (временный), exП(В) — бывший претендент на титул чемпиона (временного), exТ(3) — боец входил в рейтинг Топ-15 (лучшее место в рейтинге), д — дебютант, CS — боец участвовал в Претендентской серии Дэйны Уайта, R2U — боец участвовал в шоу Road To UFC, TUF — боец участвовал в шоу The Ultimate Fighter, TUF(W/F) — боец являлся победителем/финалистом The Ultimate Fighter, WEC/SF — боец выступал в WEC или Strikeforce до объединения этих организаций с UFC. |                       |                                                                             |                                                                             |                                                                             |                                                                             |                                                                             |                                                                             |                                                                             |                                                                             |                                                                             |                                                                             |                                                                             |                                                                             |

## Церемония взвешивания
Результаты официальной церемонии взвешивания бойцов перед турниром.
| Весовая категория и допустимый лимит в фунтах | Весовая категория и допустимый лимит в фунтах | Участники боёв и их вес в фунтах | Участники боёв и их вес в фунтах | Участники боёв и их вес в фунтах | Участники боёв и их вес в фунтах |
| --------------------------------------------- | --------------------------------------------- | -------------------------------- | -------------------------------- | -------------------------------- | -------------------------------- |
| Средний вес (титульный бой)                   | 185                                           | Дрикус дю Плесси                 | 185                              | Шон Стрикленд                    | 185                              |
| Минимальный вес (женщины, титульный бой)      | 115                                           | Чжан Вэйли                       | 115                              | Татьяна Суарес                   | 114,5                            |
| Тяжёлый вес                                   | 265 (+1)                                      | Джастин Тафа                     | 266                              | Талиссон Тейшейра                | 263                              |
| Полутяжёлый вес                               | 205 (+1)                                      | Джимми Крут                      | 206                              | Родолфу Беллату                  | 205                              |
| Полусредний вес                               | 170 (+1)                                      | Джейк Мэттьюз                    | 170,5                            | Франциско Прадо                  | 170,5                            |
| Полулёгкий вес                                | 145 (+1)                                      | Джек Дженкинс                    | 146                              | Габриэл Сантус                   | 145,5                            |
| Лёгкий вес                                    | 155 (+1)                                      | Том Нолан                        | 155,5                            | Вячеслав Борщёв                  | 156                              |
| Наилегчайший вес (женщины)                    | 125 (+1)                                      | Ван Цун                          | 125                              | Бруна Бразил                     | 125,5                            |
| Легчайший вес                                 | 135 (+1)                                      | Колби Тикнесс                    | 135,5                            | Александр Топурия                | 135,5                            |
| Лёгкий вес                                    | 155 (+1)                                      | Жун Чжу                          | 156                              | Коди Стил                        | 156                              |
| Полусредний вес                               | 170 (+1)                                      | Джонатан Микаллеф                | 170                              | Кевин Жуссе                      | 171                              |
| Лёгкий вес                                    | 155 (+1)                                      | Куиллан Солкиллд                 | 156                              | Аншул Джубли                     | 155,5                            |

Все участники показали вес в лимитах своих весовых категорий.

## Результаты турнира
В главном бою вечера Дрикус дю Плесси победил Шона Стрикленда единогласным решением судей и во второй раз защитил титул чемпиона UFC в среднем весе.
| Статистика поединка: | Статистика поединка: | Статистика поединка:                          | Статистика поединка:                          | Статистика поединка: | Статистика поединка: | Статистика поединка: | Статистика поединка: | Статистика поединка: | Статистика поединка: | Статистика поединка: | Статистика поединка: | Статистика поединка: | Статистика поединка: | Статистика поединка: | Статистика поединка: | Статистика поединка: | Статистика поединка: | Статистика поединка: |
| Участник             | Нокдауны             | Акцентрованные удары (по цели/всего/точность) | Акцентрованные удары (по цели/всего/точность) | По раундам           | По раундам           | По раундам           | По раундам           | По раундам           | По цели              | По цели              | По цели              | По позиции           | По позиции           | По позиции           | Тейкдауны            | Тейкдауны            | Контроль             | Попытка приема       |
| Участник             | Нокдауны             | Акцентрованные удары (по цели/всего/точность) | Акцентрованные удары (по цели/всего/точность) | 1Р                   | 2Р                   | 3Р                   | 4Р                   | 5Р                   | Голова               | Корпус               | Ноги                 | Дистанция            | Клинч                | Партер               | Тейкдауны            | Тейкдауны            | Контроль             | Попытка приема       |
| -------------------- | -------------------- | --------------------------------------------- | --------------------------------------------- | -------------------- | -------------------- | -------------------- | -------------------- | -------------------- | -------------------- | -------------------- | -------------------- | -------------------- | -------------------- | -------------------- | -------------------- | -------------------- | -------------------- | -------------------- |
| Дрикус дю Плесси     | 0                    | 147/314                                       | 46%                                           | 20/45                | 31/60                | 39/79                | 21/66                | 36/64                | 50/193               | 45/59                | 52/62                | 147/314              | 0                    | 0                    | 1/2                  | 50%                  | 0:05                 | 0                    |
| Шон Стрикленд        | 0                    | 128/263                                       | 48%                                           | 16/49                | 29/54                | 24/47                | 28/51                | 31/62                | 90/212               | 29/41                | 9/10                 | 128/263              | 0                    | 0                    | 0                    | -                    | 0:00                 | 0                    |

В соглавном бою Чжан Вэйли победила Татьяну Суарес единогласным решением судей и в третий раз защитила титул двукратной чемпионки UFC в минимальном весе.
| Статистика поединка: | Статистика поединка: | Статистика поединка:                          | Статистика поединка:                          | Статистика поединка: | Статистика поединка: | Статистика поединка: | Статистика поединка: | Статистика поединка: | Статистика поединка: | Статистика поединка: | Статистика поединка: | Статистика поединка: | Статистика поединка: | Статистика поединка: | Статистика поединка: | Статистика поединка: | Статистика поединка: | Статистика поединка: |
| Участник             | Нокдауны             | Акцентрованные удары (по цели/всего/точность) | Акцентрованные удары (по цели/всего/точность) | По раундам           | По раундам           | По раундам           | По раундам           | По раундам           | По цели              | По цели              | По цели              | По позиции           | По позиции           | По позиции           | Тейкдауны            | Тейкдауны            | Контроль             | Попытка приема       |
| Участник             | Нокдауны             | Акцентрованные удары (по цели/всего/точность) | Акцентрованные удары (по цели/всего/точность) | 1Р                   | 2Р                   | 3Р                   | 4Р                   | 5Р                   | Голова               | Корпус               | Ноги                 | Дистанция            | Клинч                | Партер               | Тейкдауны            | Тейкдауны            | Контроль             | Попытка приема       |
| -------------------- | -------------------- | --------------------------------------------- | --------------------------------------------- | -------------------- | -------------------- | -------------------- | -------------------- | -------------------- | -------------------- | -------------------- | -------------------- | -------------------- | -------------------- | -------------------- | -------------------- | -------------------- | -------------------- | -------------------- |
| Чжан Вэйли           | 0                    | 53/87                                         | 60%                                           | 1/2                  | 10/17                | 19/42                | 7/7                  | 16/19                | 32/56                | 16/21                | 5/10                 | 29/62                | 11/11                | 13/14                | 1/3                  | 33%                  | 10:54                | 1                    |
| Татьяна Суарес       | 0                    | 12/36                                         | 33%                                           | 0/2                  | 0/2                  | 8/21                 | 3/5                  | 1/6                  | 1/16                 | 2/6                  | 9/14                 | 10/33                | 2/3                  | 0                    | 1/15                 | 6%                   | 5:56                 | 0                    |

| Бой    | Весовая категория     | Результат боя               | Результат боя     | Результат боя | Результат боя | Результат боя | Результат боя   | Результат боя | Способ победы                                         | Раунд | Время | Рефери в ринге |
|        |                       | Главный кард                |                   |               |               |               |                 |               |                                                       |       |       |                |
| Бой 12 | Средний вес           |                             | Дрикус дю Плесси  | Ч             | поб.          |               | Шон Стрикленд   | #1            | Единогласное решение (50-45, 50-45, 49-46)            | 5     | 5:00  | Марк Годдард   |
| Бой 11 | Жен. минимальный вес  |                             | Чжан Вэйли        | Ч             | поб.          |               | Татьяна Суарес  | #1            | Единогласное решение (49-46, 49-46, 49-45)            | 5     | 5:00  | Майк Белтран   |
| Бой 10 | Тяжёлый вес           |                             | Талиссон Тейшейра | д             | поб.          |               | Джастин Тафа    |               | Технический нокаут (удар локтем в голову и добивание) | 1     | 0:25  | Рич Митчелл    |
| Бой 9  | Полутяжёлый вес       |                             | Джимми Крут       |               | ничья         |               | Родолфу Беллату |               | Решение большинства (29-27, 28-28, 28-28)             | 3     | 5:00  | Марк Годдард   |
| Бой 8  | Полусредний вес       |                             | Джейк Мэтьюз      |               | поб.          |               | Франциско Прадо |               | Единогласное решение (30-27, 30-27, 30-27)            | 3     | 5:00  | Майк Белтран   |
|        |                       | Предварительный кард        |                   |               |               |               |                 |               |                                                       |       |       |                |
| Бой 7  | Полулёгкий вес        |                             | Габриэл Сантус    |               | поб.          |               | Джек Дженкинс   |               | Сдача, удушающий приём (удушение сзади)               | 3     | 2:06  | Рич Митчелл    |
| Бой 6  | Лёгкий вес            |                             | Том Нолан         |               | поб.          |               | Вячеслав Борщёв |               | Единогласное решение (29-28, 29-28, 30-27)            | 3     | 5:00  | Стив Персиваль |
| Бой 5  | Жен. наилегчайший вес |                             | Ван Цун           |               | поб.          |               | Бруна Бразил    |               | Единогласное решение (30-27, 30-27, 30-27)            | 3     | 5:00  | Майк Белтран   |
| Бой 4  | Легчайший вес         |                             | Александр Топурия | д             | поб.          |               | Колби Тикнесс   | д             | Единогласное решение (30-27, 30-27, 30-27)            | 3     | 5:00  | Джим Пердиос   |
|        |                       | Ранний предварительный кард |                   |               |               |               |                 |               |                                                       |       |       |                |
| Бой 3  | Лёгкий вес            |                             | Жун Чжу           |               | поб.          |               | Коди Стил       | д             | Единогласное решение (30-27, 30-27, 30-27)            | 3     | 5:00  | Стив Персиваль |
| Бой 2  | Полусредний вес       |                             | Джонатан Микаллеф | д             | поб.          |               | Кевин Жуссе     |               | Единогласное решение (29-28, 29-28, 29-28)            | 3     | 5:00  | Рич Митчелл    |
| Бой 1  | Лёгкий вес            |                             | Куиллан Солкиллд  | д             | поб.          |               | Аншул Джубли    |               | Технический нокаут (кросс справа)                     | 1     | 4:41  | Джим Пердиос   |

Официальные судейские карточки турнира.

## Награды
Следующие бойцы были удостоены денежного бонуса в размере $50,000:
- Лучший бой вечера: Жун Чжу - Коди Стил
- Выступление вечера: Талиссон Тейшейра и Куиллан Солкилд